# Zhalantun
Zhalantun (Butha Qi) (chinois : 扎兰屯 ; pinyin : Zhālántún) est une ville-district de la région autonome de Mongolie-Intérieure en Chine. Elle est placée sous la juridiction de la ville-préfecture de Hulunbuir. Son territoire est immense, s'étendant sur 16 800 km2 et essentiellement constitué de plaines, de paysages agricoles, et de forêts au Nord.

## Démographie
La population du district était de 366 326 habitants lors du recensement de 2010, en baisse par rapport au recensement de 2000.